# Диас, Хавьер
Хавьер Диас (исп. Javier Diaz, 17 февраля 1938 — 22 Августа 2006) — венесуэльский актёр, продюсер, телеведущий и писатель.

## Биография
Его полное имя — Инольдо Хавьер Диас Сисилья(Inoldo Javier Diaz Sicilia). Родился на острове Пальма (Канарские острова) в небольшом городке Фуэнкальенте де ла Пальма. В 10-летнем возрасте вместе с родителями покинул родину, а несколько лет спустя переехал в Венесуэлу, где сделал прекрасную карьеру как актёр, режиссёр и продюсер. Много лет занимался историей эмиграции с Канарских островов. Итогом его изысканий стал фундаментальный труд «Al Suroeste, la libertad»(1990)посвящённый эмиграции с Канар в период с 1948 по 1951 годы. В 2003 году вышло второе, исправленное и дополненное издание книги. В конце 90-х годов Диас вернулся на Канарские острова, где в последние годы жизни работал в газете «Diario de Avisio», а также на радиостанции «Радио Тейде» (Тенерифе). Скоропостижно ушёл из жизни 22 августа 2006 года в возрасте 68 лет.
Хавьер Диас был дважды женат. От первого брака — дочь, от второго — двое сыновей.

## Фильмография
- «La Revancha» (1989) — Samuel Aguirre
- Se ha perdido un nino (1990) — унитарио («Venevision»)
- Ines Duarte, secretaria (1991) — теленовелла («Venevision»)